# Miss Li
Miss Li, de son vrai nom Linda Carlsson, est une chanteuse suédoise née le 6 juillet 1982 à Borlänge, en Suède.

## Biographie
Linda Carlsson est née à Borlänge, en Suède, mais vit maintenant à Stockholm.
Son single Don't Try To Fool Me (et bien d'autres) a été utilisé pour la série Weeds ainsi que Grey's Anatomy. Sa chanson Bourgeois Shangri-La de l'album Dancing the Whole Way Home a été utilisée par Apple dans publicité pour iPod Nano. Sa chanson Oh Boy a été utilisée dans une publicité de la Volvo C70 et le titre True Love Stalker a été utilisé dans un épisode de Desperate Housewives.
En juin 2013, sa chanson My Heart Goes Boom a été utilisée dans la première publicité de la communauté mode Stylight.
En 2014, sa chanson Can't Get You Out Of My Mind a été utilisée dans la pub Durex Real Feeling. Enfin, en 2017, c'est sa chanson Aqualung qui est utilisée dans une publicité.
Elle a récemment collaboré avec Felix Jaehn et VIZE sur la chanson Close Your Eyes (novembre 2019).
Elle connaît depuis 2019 un succès important dans son pays d'origine. Plusieurs de ses singles se classent parmi les meilleures ventes, lui permettant d'obtenir en seulement quelques mois deux quintuple disques de platine pour les singles Lev Nu Dö Sen et Komplicerad, un double disque de platine pour Complicated, un disque de platine pour Instruktionsboken, et deux disques d'or pour les titres Starkare et Förlåt.
Son neuvième album, Underbart i all misär, sort le 24 septembre 2021. Une semaine après sa sortie, l’album entre directement numéro un du top album Suédois.
En 2022, Miss Li sort le single inédit "X" qui devient lui aussi un succès immédiat en décrochant la première place du top single suédois.
Son dixième album, Livet, dödden, skiten däremellan, sort le 11 octobre 2024 et entre en cinquième position du top album Suédois.